# Südchinesischer Zigarrenhai

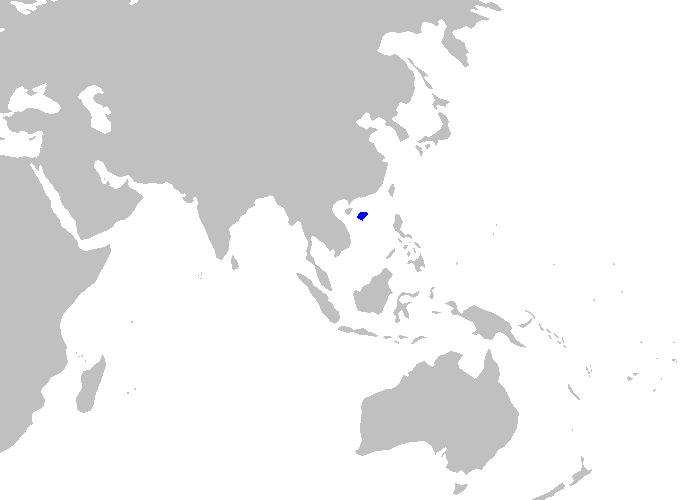
Verbreitungskarte des Südchinesischen Zigarrenhais

Der Südchinesische Zigarrenhai (Isistius labialis) ist eine von drei Arten aus der Gattung der Zigarrenhaie (Isistius). Die Art wurde 1985 von Meng, Q.-W., Zhu, Y.-D. & S. Li auf Grund eines einzigen Exemplars (Holotypus) erstmals beschrieben.

## Merkmale
Das einzige bisher beschriebene Exemplar des Südchinesischen Zigarrenhais war 44 Zentimeter lang. Vergleichbare Körperlängen werden auch für die beiden anderen Isistius-Arten (Isistius brasiliensis und Isistius plutodus) in der Literatur genannt.
Das Gebiss weist die für Isistius typischen dornartigen Oberkieferzähne und breiten, dreieckigen Unterkieferzähne auf. Im Gegensatz zu Isistius brasiliensis ist die Anzahl der Oberkieferzähne bei Isistius labialis größer (43 anstatt 31–37).

## Verbreitung
Das beschriebene Exemplar wurde im Südchinesischen Meer gefangen.

## Lebensweise
Die Lebensweise des Südchinesischen Zigarrenhais ist bis heute unbekannt.
Gefangen wurde der Holotyp in 520 Metern Wassertiefe am oberen Kontinentalabhang. Aufgrund der morphologisch zu den beiden anderen Isistius-Arten sehr ähnlichen Zähne, kann man davon ausgehen, dass sich auch der Südchinesische Zigarrenhai vermutlich von Wirbellosen und dem Fleisch, das er mit Hilfe seines Gebisses aus großen Fischen bzw. Meeressäugern herausbeißt, ernährt. Solche, durch Isistius verursachten typischen Wunden wurden z. B. an Walen festgestellt.
Dass die Art, wie die meisten Knorpelfische, ovovivipar ist (das heißt, die Embryonen entwickeln sich bereits im Mutterleib und werden dann lebend geboren), kann aufgrund von Untersuchungen an anderen Zigarrenhai-Arten geschlossen werden.